# Ailuromancia

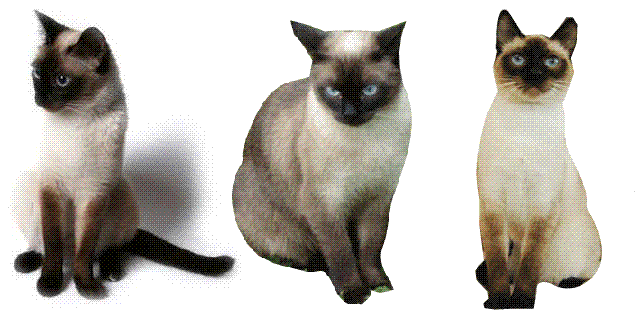
Adivinhe?

A ailuromancia, (do grego ailuro) é um método de adivinhação que se baseia na observação do comportamento de gatos.
O método consiste em observar sinais específicos presentes em felinos da raça siamesa.